# Stazione di Imperia Oneglia
La stazione di Imperia Oneglia era una stazione ferroviaria posta sulla ferrovia Genova-Ventimiglia che serviva il rione di Oneglia della città di Imperia.

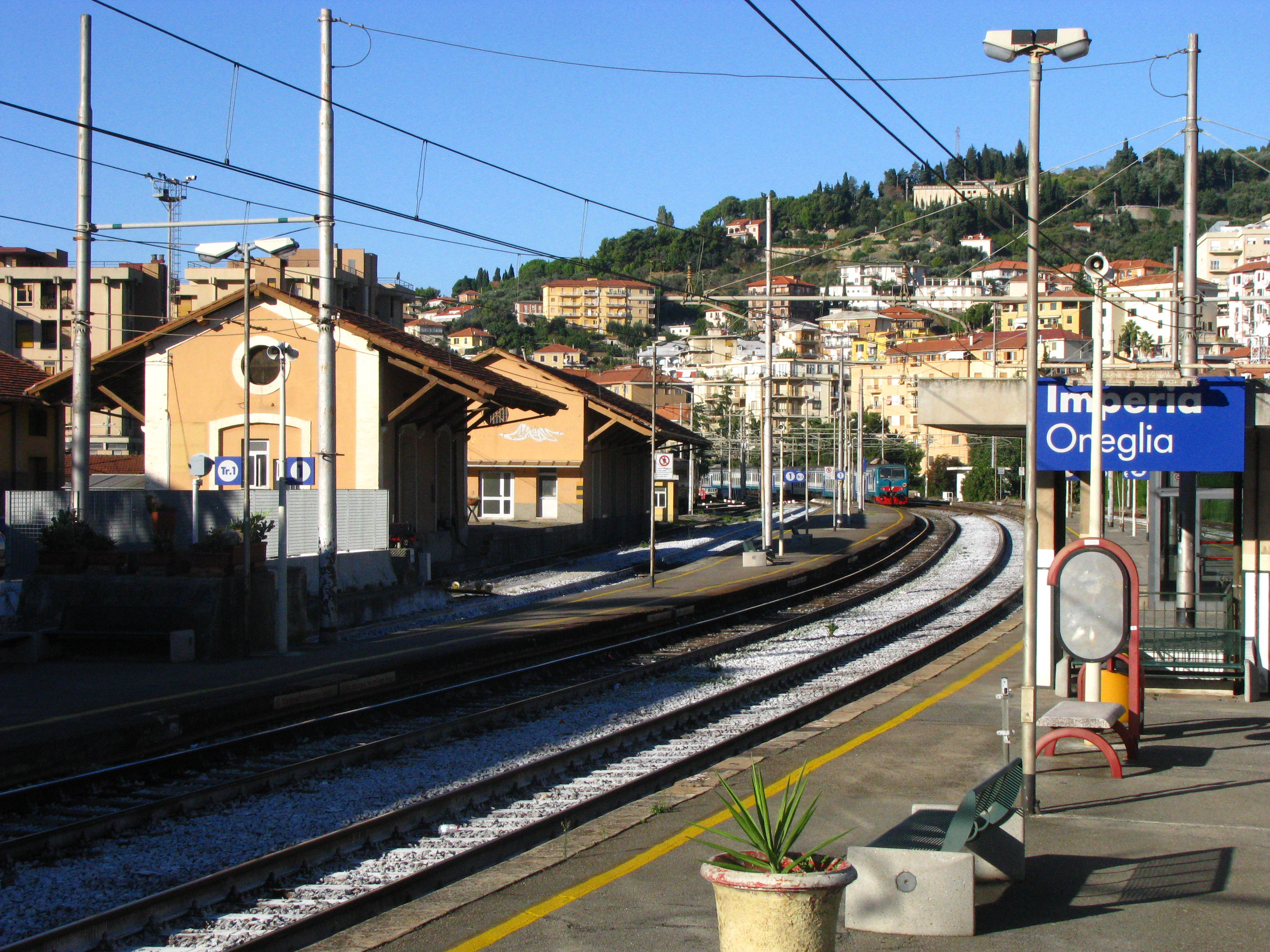
Vista dei binari della stazione

## Storia
Nella notte fra il 1º e il 2 novembre 2016 la linea Genova-Ventimiglia venne interrotta fra le stazioni di Alassio e di Diano Marina, per permettere alcuni lavori propedeutici all'attivazione del nuovo tracciato a doppio binario. La stazione (insieme a quella di Porto Maurizio) è stata chiusa il 28 novembre 2016 ed è stata sostituita da una nuova situata a monte con il nome di Imperia a partire dall'11 dicembre 2016.
Il desiderio del Comune sarebbe destinarlo ad un futuro uso commerciale, alberghiero e residenziale.

## Strutture e impianti

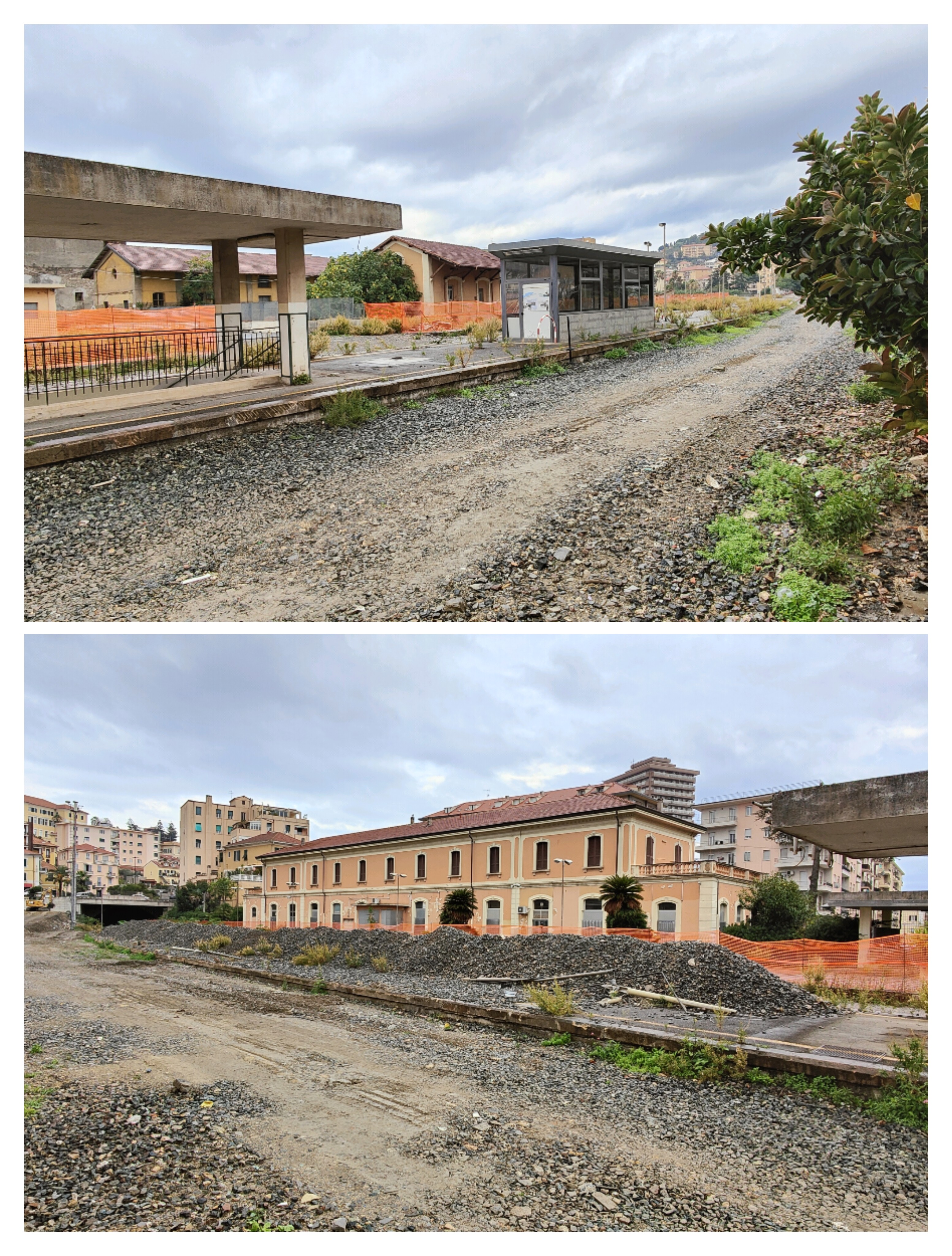
In alto: direzione Sanremo (quindi Porto Maurizio), in basso: la stazione vista dalla strada vicino all'ingresso dello stabilimento Olio Carli, il fabbricato dista 1,4 km dalla nuova stazione di via Argine Dx.

La stazione di Oneglia era una stazione in superficie passante e si componeva di 3 binari passeggeri serviti da banchine collegate da un sottopassaggio e di un binario tronco, utilizzato principalmente per i servizi diretti verso Cuneo o Limone Piemonte, quindi da Minuetti Diesel.
Era presente inoltre un binario non adibito a servizio passeggeri, supportato da alcuni deviatoi di manovra.
Il fabbricato principale ospitava la sala d'attesa, i locali dei dirigenti movimento e il posto di polizia ferroviaria.
Altri tre fabbricati, di cui uno di grandi dimensioni, ora in disuso, erano situati all'interno del vecchio scalo merci, molto utilizzato in passato in quanto garantiva il collegamento diretto con il porto tramite una linea di binari incastonata nelle vie della città. La grande mole di traffico era da addebitarsi alla produzione e al commercio della pasta Agnesi dell'omonimo stabilimento, che sorge poco lontano dalla stazione presso la foce del torrente Impero.
Il complesso si inserisce sulla sponda sinistra del torrente immediatamente dietro allo stabilimento dell'azienda Fratelli Carli.
La stazione era in un tratto di linea a binario unico, segue la già citata stazione di Imperia Porto Maurizio e precede la stazione di Diano Marina

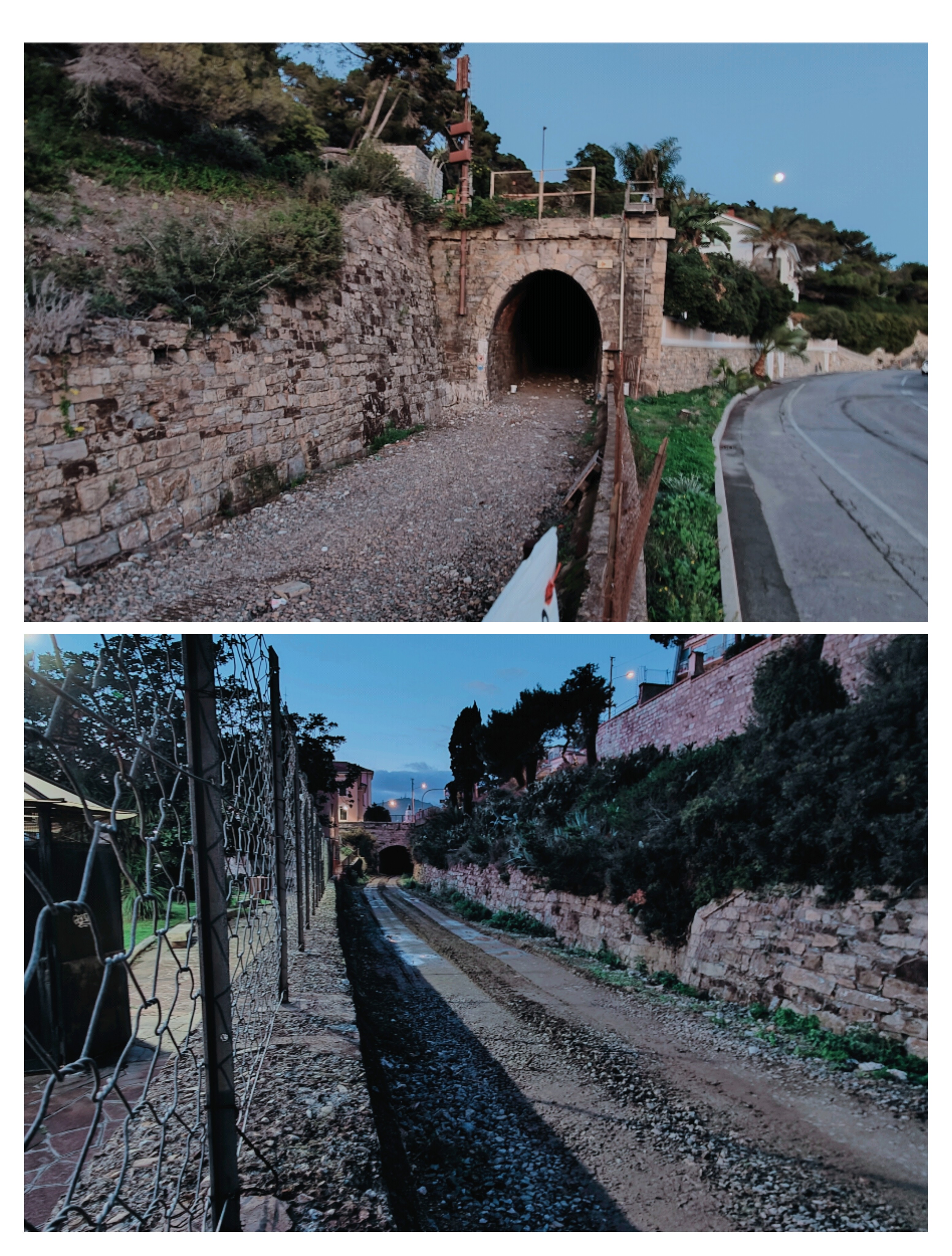
Imperia, v.le Novaro: la galleria (2160 mt.) per Diano Marina, sotto: sullo sfondo quella di 770 mt. per Oneglia (foto dic. 2022)

oltre ad alcune brevi gallerie che permettono ai convogli di passare sotto parte della città.
Dalla sua dismissione tutti i binari sono stati smantellati con i relativi segnali luminosi e linea aerea. Sul loro sedime è stata ricavata la pista ciclabile, inaugurata nel 2008, un parcheggio ed una zona fitness.

## Servizi
La stazione, che RFI classificava nella categoria silver, disponeva di:
- Biglietteria automatica
- Sale d'attesa
- Distributori automatici di snack e bevande
- Parcheggio di scambio
- Sottopassaggio
- Servizi igienici
- Posto di Polizia ferroviaria

## Movimento
L'impianto era servito da collegamenti regionali e alcuni regionali veloci nell'ambito del contratto di servizio stipulato con la Regione Liguria.
Non effettuano fermata gli Intercity Milano-Ventimiglia e Ventimiglia-Milano, che fermavano però alla stazione di Imperia Porto Maurizio. La linea era capolinea di un servizio regionale per Ventimiglia e di un diretto per Torino.

## Interscambio
Sul piazzale antistante la stazione fermavano sia le relazioni urbane che le extraurbane, svolte da Riviera Trasporti. Era presente inoltre il servizio taxi.
- Fermata autobus
- Stazione taxi